# Джекі Вівер
Джекі Вівер (англ. Jacqueline Ruth "Jacki" Weaver; нар. 25 травня 1947) — австралійська акторка театру, кіно та телебачення. Найбільш відомі ролі у фільмах За законами вовків (2010) та Збірка промінців надії (2012). За останній номінована на премію Оскар за найкращу жіночу роль другого плану.

## Фільмографія
- 1971: Stork
- 1974: Petersen
- 1975: Пікнік біля висячої скелі
- 1975: The Removalists
- 1976: Caddie
- 1982: Squizzy Taylor
- 1983: Abra Cadabra (озвучення)
- 1987: The Perfectioist
- 1996: Cosi
- 1997: The Two-Wheeled Time Machine (короткометражка)
- 2007: Hammer Bay
- 2009: Three Blind Mice
- 2009: Early Checkout (короткометражка)
- 2010 : За законами вовків / (Animal Kingdom) — Джанін
- 2010: Summer Coda
- 2012: П'ятирічні заручини / The Five-Year Engagement
- 2012 : Збірка промінців надії / (Silver Linings Playbook) — Долорес Солатано
- 2013: Стокер / Stoker
- 2013: Паркленд / Parkland
- 2013 : Магія місячного сяйва / (Magic in the Moonlight) — Грейс
- 2018 : Душа компанії / (Life of the Party) — Сенді
- 2018 : Вдови / (Widows) — Агнешка
- 2019 — Черлідерки / (Poms) — Шеріл
- 2019 — ТОВ «Вічна благодать» / Perpetual Grace, LTD — Ліліан Браун
- 2019 — Зеровілль / Zeroville — Дотті
- 2020 — Прокляття / Grudge — Лорна Муді
- 2022 — Стю / Father Stu